# Piche
Piche, nom de scène de Mike Gautier, est une drag queen, danseuse et rappeuse française née le 27 août 1996. Elle est principalement connue pour sa participation à la deuxième saison de Drag Race France ainsi qu’à la cérémonie d'ouverture des Jeux olympiques 2024.

## Biographie
D'origine Gitane et Algérienne, Mike Gautier vit à Arles jusqu'au milieu des années 2010 avant de s'installer à Paris,. Son père l'avait exclu du domicile familial à l'âge de 13 ans. Il suit des formations de danse classique, modern jazz, hip-hop et danse en talons et passe par le conservatoire d'Avignon et l'école nationale supérieure de danse de Marseille,.
Lors de la Soirée des Étoiles 2019 à Arles, l'Étoile de la culture lui est remise dans la catégorie spectacle,.

## Carrière

### Danse
Sa carrière en danse commence en intégrant la troupe de Mary Poppins à Disneyland Paris puis en se produisant aux Folies Bergère ainsi qu'au Paradis Latin,.

### Drag
Après sa formation en danse, il découvre le drag par RuPaul's Drag Race et a sa première expérience en participant au Fashion Freak Show de Jean-Paul Gaultier, à la suite d'une audition en décembre 2017,,. Il y performe en sosie de Conchita Wurst et lip sync sur Rise Like a Phoenix.

#### Style
Son nom de scène « Piche », qui signifie « phallus » en gitan, est choisi afin de célébrer ses origines et de « faire un pied-de-nez au patriarcat ». Dans son drag, Piche choisit de porter la barbe afin de jouer à la fois sur des côtés très féminins et très masculins. Son drag s'inspire du personnage de Bree Van de Kamp de Desperate Housewives, dont elle a un tatouage, mais aussi des artistes Lady Gaga, Jessie J ou Céline Dion. Sa reprise drag de Bree Van de Kamp sur Instagram est d'ailleurs saluée par l'actrice Marcia Cross.
Piche choisit de mettre particulièrement en avant ses origines gitanes lors de sa participation à Drag Race France afin de servir de modèle de personne queer pour les personnes gitanes, manouches, romanichels et du voyage et leur offrir la représentation qu'elle-même n'a pas reçue,,. Son drag lui permet aussi de renouer avec sa culture gitane, par exemple en présentant une tenue d'Arlésienne lors de la même émission télévisée.
Plusieurs de ses tenues sont réalisées par Geoffrey Mingot, entre autres lors de l'hommage au personnage de Bree Van de Kamp de Desperate Housewives,.

#### Participations àDrag Race France
Elle est l'une des onze candidates de la deuxième saison de Drag Race France. Son élimination, lors du 4e épisode, provoque une vague de harcèlement en ligne de la part des fans de l'émission à l'encontre de Cookie Kunty et de Nicky Doll. Pour elle, au contraire, son élimination est logique, liée à sa mauvaise anticipation du Snatch Game et de sa faible performance au lip sync, en partie à cause de sa tenue peu adaptée à l'exercice,,.
Elle participe à la finale de l'émission. Lors de la soirée, sa mère prend le micro pour faire une déclaration « attendrissant[e] » selon le journaliste de Causette, Clément Boutin.
Elle participe aussi à la première saison de Drag Race France All Stars diffusée en 2025.

### Spectacles
- Fashion Freak Show de Jean-Paul Gaultier, 2018-2019[21],[22]
- Vespiche[14], été 2023, avec Vespi au Café Beaubourg
- Tournée de Drag Race France, saison 2[23]
- Fantasma Circus Erotica, Théâtre des Variétés de Paris, 2023-2025[14],[24]
- Cérémonie d'ouverture des jeux olympiques 2024[25],[26]

### Musique
Elle signe en septembre 2023 avec la maison de disque Warner Chappell pour produire de la musique rap. Piche devient alors la principale artiste queer du rap français, qu'elle cherche à rendre plus inclusif envers la communauté LGBT,,. Son choix du clip Confess est de ne surtout pas reprendre l'esthétique hip-hop, mais au contraire de surprendre le public.
Elle collabore également avec la chanteuse Lorie Pester à l'occasion de la sortie de son album Hyper Lorie Vol.1 pour proposer une nouvelle version du titre Je serai (ta meilleure amie),,.

## Discographie
| Artiste                        | Titre                        | Type de chanson     | Album/EP    | Année | Réf.   |
| ------------------------------ | ---------------------------- | ------------------- | ----------- | ----- | ------ |
| Les reines de Drag Race France | We Are Légendaires           | Single Promotionnel |             | 2023  |        |
| Piche                          | Confess                      |                     | Festin      | 2023  | [ 5 ]  |
| Piche                          | Présidence                   |                     | Festin      | 2023  |        |
| Lorie feat Piche               | Je serai (ta meilleure amie) | Collaboration       | Hyper Lorie | 2024  |        |
| Piche                          | Oh Ma Piche                  |                     | Festin      | 2024  | [ 33 ] |
| Piche                          | Festin                       |                     | Festin      | 2024  |        |
| Piche                          | Bad Bully                    |                     | Festin      | 2024  |        |
| Piche                          | Atmosphère                   |                     | Festin      | 2024  |        |
| Piche                          | Respire                      |                     | Festin      | 2024  |        |
| Piche                          | Carré                        | Single              | Carré       | 2025  |        |

## Filmographie
- Caméo dans le clip Et si on sortait ce soir ?[34] Jenifer, 2023